# 埃瓦伊河
埃瓦伊河（俄语：Река Эвай）是萨哈林州诺格利基区的河流，源起同名山，长117公里，流域面积578平方公里，注入柴沃湾，下游河宽19米，深2米。